# La schiava del peccato
La schiava del peccato è un film del 1954 diretto da Raffaello Matarazzo.

## Trama
In un albergo, una giovane coppia viene derubata di un medaglione contenente l'immagine della sposa da bambina. Il direttore scopre che a compiere il gesto è stata l'anziana guardarobiera Mara. Ella racconta quindi la sua storia dietro quel gesto: da giovane si trovò vittima di un incidente ferroviario, da cui ne uscì indenne salvando una infante polacca, che nell'occasione perse entrambi i genitori.

Una scena con Silvana Pampanini truccata da anziana

Tra le due nacque subito un affetto profondo, ma essendo la donna una prostituta intrattenitrice di un locale notturno, non poteva tenersi la piccola prima di aver ottenuto un attestato di buona condotta; venne così affidata a un brefotrofio gestito dalle suore. Decidendo di cambiare vita, Mara si allontanò così da Carlo, un uomo che la sfruttava procurandole clienti, e trovò lavoro in una fabbrica. Qui reincontrò Giulio, un uomo con il quale in passato ebbe una relazione, a cui confessa di aver avuto una bambina da lui, morta in fasce. Il matrimonio di Carlo non aveva dato figli, e il desiderio di maternità spinse la moglie di egli a chiedere a Mara l'adozione della bambina, perché capaci di darle un futuro di maggior sicurezza economica. Mara dapprima rifiutò, ma poi rendendosi conto di non poter dare un buon futuro alla piccola, acconsentì, scomparendo per tutti gli anni a venire per essere dimenticata.
Il direttore presenta l'anziana alla ragazza senza rivelarne l'identità, adducendo al gesto come ricordo per la propria figlia morta da bambina. La ragazza le regala così il medaglione.

## Produzione
Il film è ascrivibile al filone dei melodrammi sentimentali, comunemente detto strappalacrime (in seguito denominato dalla critica neorealismo d'appendice) di cui Matarazzo fu il maggiore esponente.
Venne iscritto al Pubblico registro cinematografico della SIAE con il n. 1.412 ed ebbe il visto di censura n. 16.425 del 20 aprile 1954.

## Distribuzione
Il film venne distribuito nel circuito cinematografico italiano l'8 maggio del 1954.
Il film è stato pubblicato in DVD nel 2008 dalla Ripley's Home Video.

## Accoglienza
La pellicola incassò 164.141.000 lire dell'epoca.